# Lago Lummenne
El lago Lummene (también Lummenne) es un lago natural  de Finlandia localizado en los municipios de Kuhmoinen y de Padasjoki en la región de Finlandia Central, en la parte sur del país, a 150 km al norte de la capital Helsinki . Lummenne se encuentra a 114,1 m s. n. m., tiene 30,8 m de profundidad y un área de 17 965 km²; tiene un perímetro costero de 54 km (118,49 km con las islas). El lago es parte de la cuenca hidrográfica del río Kumo. En los alrededores de Lummenne, crece principalmente bosque mixto. 
El lago es un lago bifurcado: una de las salidas desemboca en el golfo de Finlandia y la otra en el golfo de Botnia.

## Geografía
El lago cubre un área de  1796,5 hectáreas, o casi 18 km². Tiene 10,7 km de largo (en dirección este-oeste) y 5,9 km de ancho (dirección norte-sur). 
Se estima que hay 173 islas en el Lummene. Su área total es de 615 hectáreas, que es aproximadamente el 25% del área total del lago. De las islas, Salonsaari tiene más de un kilómetro cuadrado de tamaño. De las otras islas, Mieltiönsaari, Tallessalo, Hauksaari, Pukkisaari, Viitarainen, Muurahaissaari, Matinsaari, Muursaari y Lehtinen tienen más de una hectárea de tamaño, y otras 114 islas tienen más de un acre y las 49 restantes tienen un tamaño de menos de un acre. 
El volumen del lago es de 75 millones de metros cúbicos, o 0,0751 km³. Tiene una profundidad media de 4,18 m y una profundidad máxima de 30,8 m. El punto más profundo se encuentra en el medio de Jakaranselä, al noreste de Viitarainen. La segunda depresión, que alcanza una profundidad de casi 20 m, se encuentra al este de Salonsaari en Iso Salojärvi, y la tercera es casi tan profunda frente al extremo noroeste de Salonsaari. 
La longitud de la costa del lago es de 118 km, de los que la longitud total de la costa de las islas es de 54 km. Sus orillas son tierras boscosas bastante bajas, pero la tierra cultivable es escasa alrededor de las aldeas de Sappe y Alho. Por lo demás, el lugar está escasamente poblado, aunque se han construido un gran número de casas de vacaciones. El lago está ubicado al lado de la antigua Nelostie, ahora Highway 24 . El lago pertenece casi en su totalidad a Kuhmoinen, pero una pequeña área en la parte sur del lago pertenece a Padasjoki. Solo hay dos kilómetros de Kuivalahti en línea recta hacia Harmoistenlahti en Päijänne.

## Bifurcación del lago
El lago es un lago bifurcado: una de las salidas se dirige hacia el este, hacia el lago Päijänne, que forma parte de la cuenca del Kymijoki y desemboca en el golfo de Finlandia; la otra salida es hacia el lago Vehkajärvi y desde allí hacia el lago Vesijako, que también es un lago bifurcado.
Desde el lago Vesijako hay dos salidas: una hacia el este, hacia el lago Päijänne y otra hacia el oeste, a través de una cadena de lagos —lagos Kuohijärvi, Kukkia, Iso-Roine, Hauhonselkä e Ilmoilanselkä— que termina en el lago Mallasvesi, desde donde fluyen las aguas a través de Vanajavesi y Pyhäjärvii hacia Kokemäenjoki y el golfo de Botnia en el oeste.

## Curiosidades
El lago Lummene ha inspirado a la empresa productora de cosméticos Lumene a elegir su nombre comercial.